# Uchinoura Space Center
Koordinaten: 31° 15′ 8,2″ N, 131° 4′ 42,3″ O

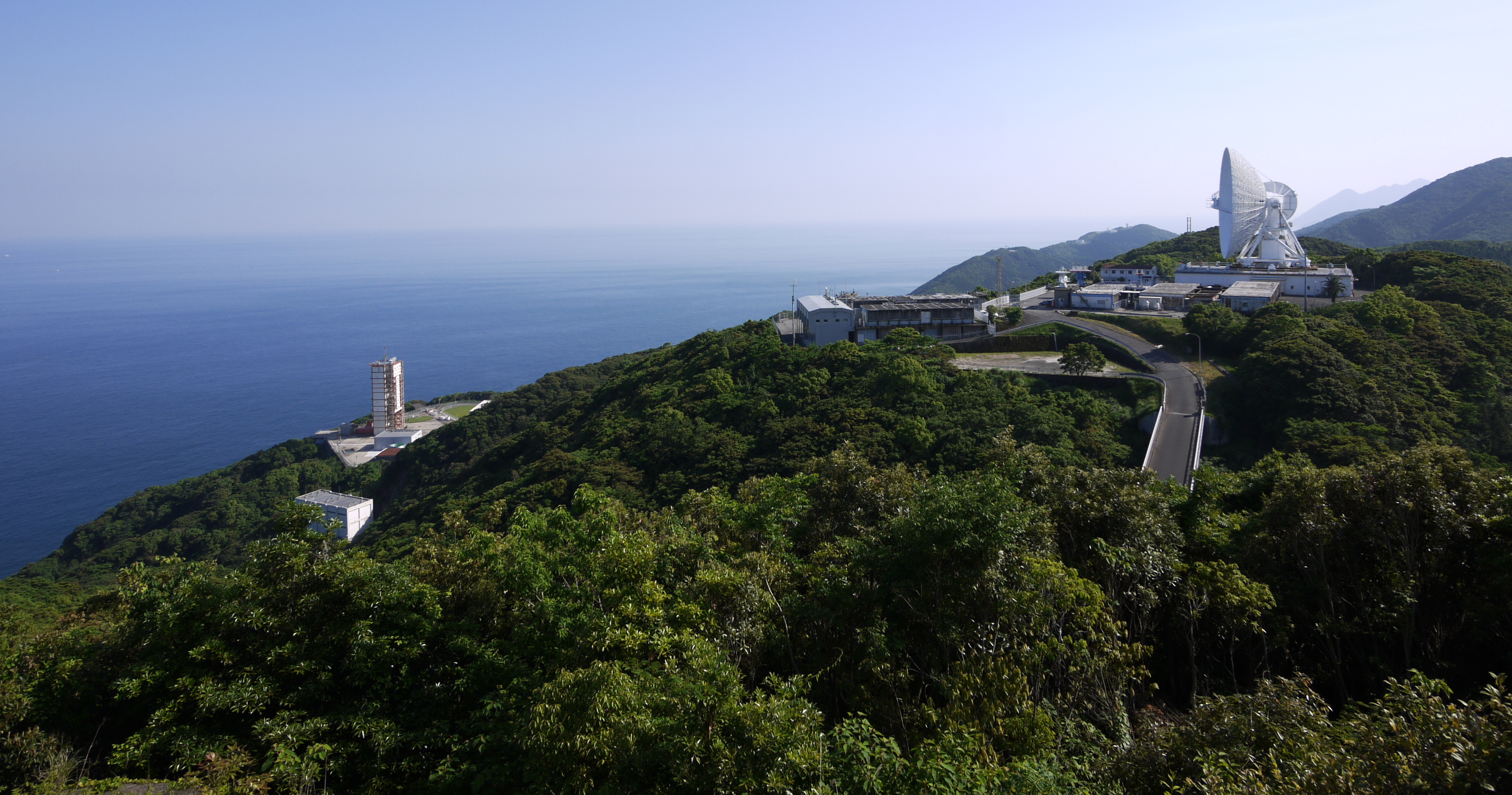
Uchinura Space Center mit Startplatz und 34-Meter-Antenne

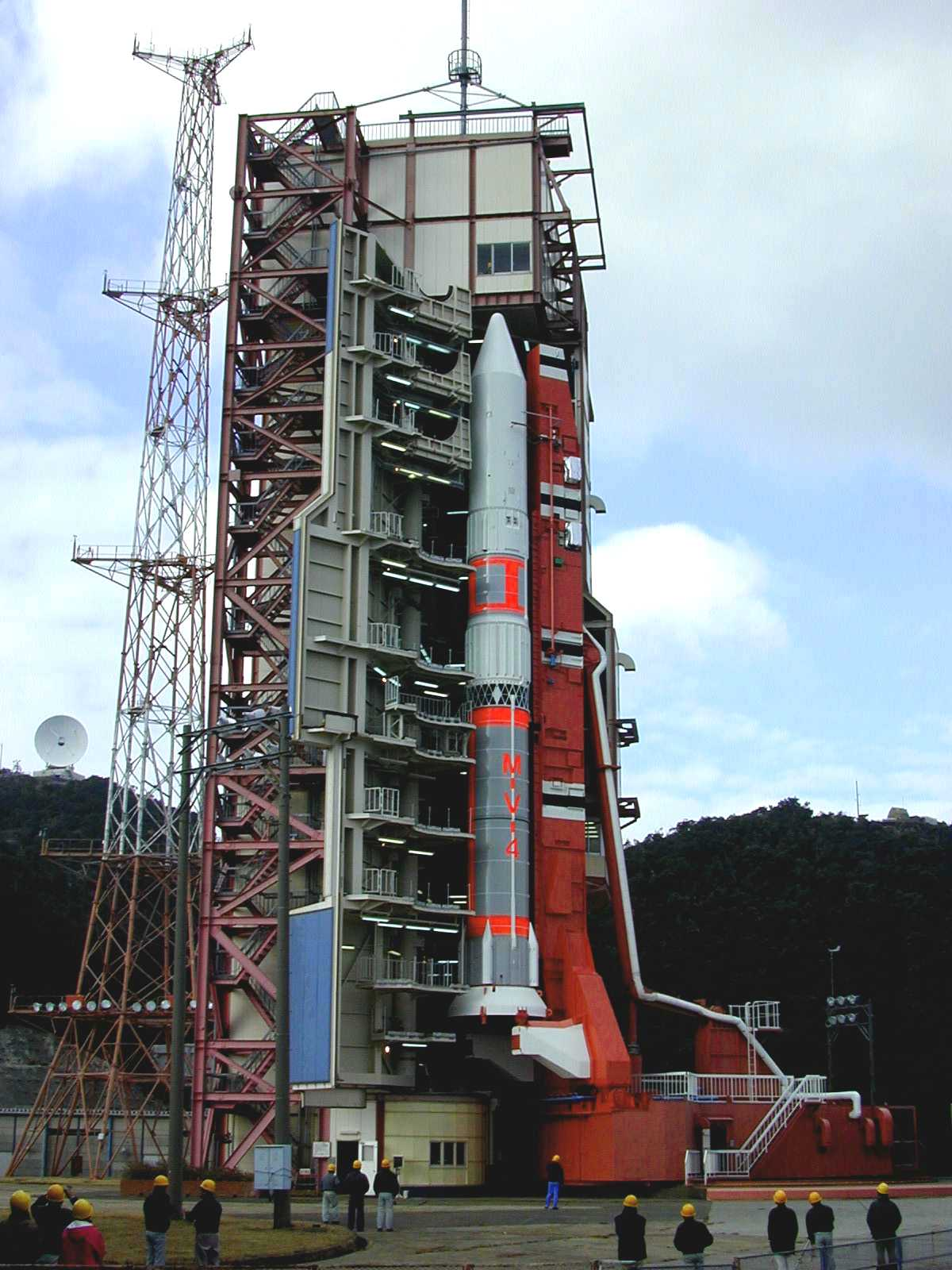
M-V Rakete in Uchinoura Space Center (Februar 2000)

Das Uchinoura Space Center (jap. 内之浦宇宙空間観測所, Uchinoura Uchū Kūkan Kansokusho, dt. „Weltraumobservatorium Uchinoura“) ist ein 1962 gegründeter Weltraumbahnhof nahe der japanischen Stadt Kimotsuki (vormals Uchinoura) in der Präfektur Kagoshima auf der Insel Kyūshū. Bis vor der Gründung der JAXA im Jahr 2003 hieß der Weltraumbahnhof Kagoshima Space Center (鹿児島宇宙空間観測所, Kagoshima Uchū Kūkan Kansokusho) und wurde vom Institute of Space and Astronautical Science (ISAS) betrieben. Die gesamte Anlage ist auf verschiedenen Terrassen und abgeflachten Berggipfeln in die Landschaft eingebettet. Vom Uchinoura Space Center werden vor allem wissenschaftliche Satelliten gestartet.
Es gibt eine Montagehalle zur Endmontage von Raketen, einen Reinraum für Satelliten und eine Abschussrampe für Raketen vom Typ Epsilon. Es gibt ein Epsilon Control Center (ECC) für die Startkontrolle und ein Epsilon Support Center (ESC) für die Startvorbereitung von Epsilon-Raketen. Eine weitere Einrichtung ist für den Abschuss von Höhenforschungsraketen vom Typ  SS-520, S-520 und S-310. Es gibt ein Verwaltungsgebäude, ein Kontrollzentrum für den Start und ein Telemetriezentrum zur Verfolgung der Flugbahn. Für den Start gibt es eine Radar-Antenne zur Verfolgung der Ballistik.
Eine 20-Meter- und eine leistungsfähige 34-Meter-Parabolantenne können sowohl mit Satelliten in Erdumlaufbahnen als auch mit Deep-Space-Missionen im S- und X-Band kommunizieren. Die 34-Meter-Antenne ist widerstandsfähig gegen Taifune konstruiert und trotz der Größe schnell beweglich und tauglich für schnelles Tracking. Die beiden Antennen können im Notfall als Backup für die 64-Meter-Antenne des Usuda Deep Space Center dienen.
Für die Öffentlichkeit gibt es ein Museum mit verschiedenen Raketenstufen, Prototypen, Testmodellen, Satelliten und wissenschaftlichen Instrumenten sowie ein Pressezentrum. Ein Denkmal erinnert an den Start des ersten japanischen Satelliten Ōsumi und eine Statue ist zu Ehren des japanischen Raketenpioniers Itokawa Hideo aufgestellt.
Von 1966 bis 2006 startete vom Uchinoura Space Center die Rakete Mu.